# リョケ・ユパンキ

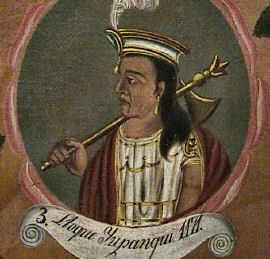
リョケ・ユパンキ。画家不明

リョケ・ユパンキ（英: Lloque Yupanqui、ケチュア語: Lluq'i Yupanki＝左利きの計理士、生没年不詳、在位1260年頃～1290年頃）は、クスコ王国の3代サパ・インカ（皇帝）（下王朝3代）である。父は2代サパ・インカであるシンチ・ロカ、王妃はママ・カワ（又はママ・コラ・オクリョ）、子に4代サパ・インカであるマイタ・カパックがいる。
一部の年代記作者たちによると、彼は小規模の征服を行ったとされているが、他の大部分の年代記作者たちは、全く戦争を遂行していなかったか、または謀反に専念してさえいたとしている。彼はクスコの公設市場を確立し、アクリャワシという処女の館を建てたといわれている。インカ帝国時代、この施設には帝国全土から少女が集められ、貴族や戦士などの側室として皇帝から下賜された少女以外は、一生を太陽神インティへの信仰に捧げ、儀式用の衣服の織り手や酒の造り手として過ごした。彼女らは神の僕であったが、時々は単なる皇帝の使用人として用いられた。